# Holland (efternamn)
Holland är ett efternamn. Den 31 december 2014 var 94 personer med efternamnet Holland bosatta i Sverige. 2 män hade Holland som förnamn men ingen som tilltalsnamn.

## Personer med Holland som efternamn
- Agnieszka Holland (född 1948), polsk regissör
- Bill Holland (1907–1984), amerikansk racerförare
- Brian Holland (född 1941), amerikansk låtskrivare
- Charles Holland (1908–1989), brittisk tävlingscyklist
- Dave Holland, flera personer
  - Dave Holland (jazzmusiker) (född 1946), brittisk jazzbasist och kompositör
  - Dave Holland (trumslagare) (född 1948), brittisk trumslagare
- Dexter Holland (född 1965), amerikansk musiker och låtskrivare
- Eddie Holland (född 1939), amerikansk låtskrivare och sångare
- Elizabeth Holland (död 1547), engelsk adelskvinna
- François Hollande (född 1954), fransk president
- Heidi Holland (1947–2012), zimbabwisk-sydafrikansk journalist och författare
- Henry Fox, 1:e baron Holland (1705–1774), engelsk statsman
- Henry Vassall-Fox, 3:e baron Holland (1773–1840), brittisk politiker
- James Holland (1799–1870), brittisk målare
- James Holland (författare) (född 1970), brittisk författare
- Jeffrey R. Holland (född 1940), apostel i Jesu Kristi kyrka av sista dagars heliga
- Jerome Holland (1916–1985), amerikansk diplomat och amerikansk fotbollsspelare
- Joan Holland (1350–1384), hertiginna av Bretagne
- John Holland (1926–1990), nyzeeländsk löpare
- John Holland (skådespelare), amerikansk skådespelare
- John Philip Holland (1840–1914), amerikansk ingenjör och ubåtskonstruktör
- Jolie Holland (född 1975), amerikansk artist och sångerska
- Josiah Gilbert Holland (1819–1881), amerikansk författare
- Ken Holland (född 1955), kanadensisk ishockeymålvakt och idrottsledare
- Kevin Holland (född 1992), amerikansk MMA-utövare
- Mike Holland (född 1961), amerikansk backhoppare
- Ora Holland (1900–2015), amerikansk kvinna, känd för sitt långa liv
- Patrick Holland (född 1992), kanadensisk ishockeyspelare
- Peter Holland (född 1991), kanadensisk ishockeyspelare
- Ron Holland (född 1947), nyzeeländsk båtkonstruktör och seglare
- Spessard Holland (1892–1971), amerikansk politiker, demokrat, guvernör och senator från Florida
- Stephen Holland (född 1958), australisk simmare
- Thomas Erskine Holland (1835–1926), brittisk rättslärd
- Tom Holland (född 1996), brittisk skådespelare
- Vicky Holland (född 1986), brittisk triatlet
- W.S. Holland (född 1935), amerikansk trumslagare
- Wilhelm Ludwig Holland (1822–1891), tysk språkforskare
- Willa Holland (född 1991), amerikansk skådespelerska och modell